# Yoshida Hayate
Hayate Yoshida (sinh ngày 4 tháng 10 năm 1992) là một cầu thủ bóng đá người Nhật Bản.

## Sự nghiệp câu lạc bộ
Hayate Yoshida đã từng chơi cho YSCC Yokohama.